# Poekilosoma ornatum
Poekilosoma ornatum är en skalbaggsart som först beskrevs av Johan Wilhelm Dalman 1823.  Poekilosoma ornatum ingår i släktet Poekilosoma och familjen långhorningar.
Artens utbredningsområde är Paraguay. Inga underarter finns listade i Catalogue of Life.